# Loamneș
Loamneș é uma comuna romena localizada no distrito de Sibiu, na região histórica da Transilvânia. A comuna possui uma área de 96.70 km² e sua população era de 3145 habitantes segundo o censo de 2007.